# Stepping Out
Stepping Out es el disco de debut de la pianista y cantante de Jazz canadiense Diana Krall, editado en 1993

## Listado de canciones
1. "This Can't Be Love" (Lorenz Hart, Richard Rodgers) – 4:31
2. "Straighten Up and Fly Right" (Nat King Cole, Irving Mills) – 3:56
3. "Between the Devil and the Deep Blue Sea" (Harold Arlen, Ted Koehler) – 4:04
4. "I'm Just a Lucky So and So" (Mack David, Duke Ellington) – 4:23
5. "Body and Soul" (Frank Eyton, Johnny Green, Edward Heyman, Robert Sour) – 5:35
6. "42nd Street" (Al Dubin, Harry Warren) – 6:21
7. "Do Nothin' Till You Hear from Me" (Ellington, Bob Russell) – 4:33
8. "Big Foot" (Klaus Suonsaari) – 7:07
9. "The Frim-Fram Sauce" (Redd Evans, Joe Ricardel) – 4:08
10. "Jimmie" (Diana Krall) – 5:26
11. "As Long as I Live" (Arlen, Koehler) – 4:42
12. "On the Sunny Side of the Street" (Dorothy Fields, Jimmy McHugh) – 4:51

## Músicos
- Diana Krall - Piano y voz
- John Clayton - Bajo
- Jeff Hamilton - Percusión

- Datos: Q1758589